# Cutler Bay
Cutler Bay es un pueblo ubicado en el condado de Miami-Dade en el estado estadounidense de Florida. En el Censo de 2010 tenía una población de 40.286 habitantes y una densidad poblacional de 1.519,74 personas por km².

## Geografía
Cutler Bay se encuentra ubicado en las coordenadas 25°34′34″N 80°20′2″O / 25.57611, -80.33389. Según la Oficina del Censo de los Estados Unidos, Cutler Bay tiene una superficie total de 26.51 km², de la cual 25.47 km² corresponden a tierra firme y (3.91%) 1.04 km² es agua.

## Demografía
Según el censo de 2010, había 40.286 personas residiendo en Cutler Bay. La densidad de población era de 1.519,74 hab./km². De los 40.286 habitantes, Cutler Bay estaba compuesto por el 77.29% blancos, el 14.21% eran afroamericanos, el 0.24% eran amerindios, el 2.27% eran asiáticos, el 0.07% eran isleños del Pacífico, el 2.72% eran de otras razas y el 3.2% pertenecían a dos o más razas. Del total de la población el 54.45% eran hispanos o latinos de cualquier raza.